# Hong Jeong-ho
Hong Jeong-Ho (Hangul: 홍정호; Jeju, 12 augustus 1989) is een Zuid-Koreaans voetballer die doorgaans speelt als centrale verdediger. In januari 2020 verruilde hij Jiangsu Suning voor Jeonbuk Motors. Hong maakte in 2013 zijn debuut in het Zuid-Koreaans voetbalelftal.

## Clubcarrière
Hong debuteerde in 2010 in het betaald voetbal in het shirt van Jeju United, waarmee hij uitkwam in de K-League. Daarmee werd hij tijdens zijn debuutseizoen tweede in de competitie. Hong werd zelf verkozen in het Team van het Jaar. Hong verruilde Jeju United in september 2013 voor FC Augsburg, waarmee hij in de Bundesliga ging spelen. Hij tekende er voor vier seizoenen. Hong speelde in de volgende drie jaar meer dan vijftig competitiewedstrijden voor de club, waarmee hij in 2014/15 op de vijfde plaats eindigde. Zodoende debuteerde hij in 2015/16 in de Europa League, waarin hij de 1–1 maakte in een met 1–3 gewonnen wedstrijd uit bij FK Partizan. Hij werd alleen geen vaste waarde bij Augsburg. Hong tekende in juli 2016 bij Jiangsu Suning, dan actief in de China Super League. In januari 2018 verhuurde de Chinese club hem voor een jaar aan Jeonbuk Hyundai Motors. Deze overname werd een jaar later verlengd met een tweede seizoen. In januari 2020 nam de Zuid-Koreaanse club hem definitief over.

## Interlandcarrière
Hong maakte op 11 augustus 2010 zijn debuut in het Zuid-Koreaans voetbalelftal. Op die dag werd een vriendschappelijke wedstrijd tegen Nigeria met 2–1 gewonnen. Hong viel in de rust in voor Kwak Tae-hwi. Zijn eerste interlanddoelpunt maakte hij op 15 november 2013, toen er met 2–1 gewonnen werd van Zwitserland.